# ザ・スパイ シークレット・ライズ
『ザ・スパイ シークレット・ライズ』（原題：스파이、英題：The Spy: Undercover Operation）は、2013年公開の韓国映画。夫の正体に気づいていない気の強い妻（ムン・ソリ）と、 妻の前では頭の上がらないサラリーマンを演じているが正体は凄腕スパイである男（ソル・ギョング）の活躍を描くアクションコメディ。
初期のタイトルは『ミスターK（朝: 미스터K）』。

## ストーリー
チョルスは韓国No.1の諜報員であるが、自宅では客室乗務員の妻ヨンヒの愛すべき夫でもある。一方で、ヨンヒは夫を普通のサラリーマンとしか思っていなかった。出張が多いことや子どもができないことについて、義母や親族からの冷たい扱いもあり、ヨンヒはチョルスに対して不満を募らせていた。 
ある日、北朝鮮外務次官ペク・ムジンを載せたジェット機がミサイルによって撃墜される暗殺テロが発生する。韓国内に潜伏する各国の諜報員たちが動揺する中、核放棄を推進していた外務次官ペク・ムジンの娘で、 核物理学者のペク・ソリが韓国政府に亡命を求める。タイでの国際会議に出席していた彼女であったが、北朝鮮偵察総局の監視が厳しく、すぐに連れ出すのは難しい状況であった。6者協議の延期が提案される中、韓国大統領はチョルスたちの動員を決定する。 
有休をとって産婦人科での不妊治療中に任務を受けたため、「明日から釜山への出張」と偽るチョルスだったが、不妊治療の中断にヨンヒは怒り、そのクリニックから出ていく。 
怒ったヨンヒは休日を返上してタイ行きの国際線に搭乗し、ライアンと出会う。一方、チョンヒたちもタイのバンコクに向かい、撃墜事件の鍵を握るペク・ソリの亡命の手はずを整える。しかし、チョンヒは、ヨンヒとエレベーターで遭遇し、同じホテルに滞在していることを知る。ヨンヒが後輩と夜にクラブに出かけようとしていることを知り、慌てるチョンヒであったが、エレベーターが開くと不審なボーイたちがおり、ヨンヒたちに見られないようにしつつ格闘する。ソリの脱走が北朝鮮側に露見し、チョルスたち、ライアンたちテログループ、偵察総局、そして、CIAによるソリの争奪戦が勃発する。銃撃戦の末、ソリはCIAに連れ去られてしまう。相手がCIAなため、独自に動くことができず青瓦台の許可を待つことにする。 
ヨンヒの動向が気になるチョンヒは、彼女を尾行し、電話で今どこにいるのか尋ねる。すると、彼女は江南にいると答えた。嘘をつかれたチョンヒは、さらに鎌をかけるが、そこでヨンヒがハンサムな男と話しているところを目撃し、嫉妬する。偶然を装って接触してきた謎の男ライアンからのアプローチに、ヨンヒは舞い上がり、夫からの電話を電波状況が悪いとして一方的に切る。その夜、ライアンとディナーを共にするヨンヒを監視するチョンヒは、二人を隠し撮りし、男の素性を調べるように写真をインギ社長のいる"セジョン物産"本部に送信する。国家の一大事に妻の浮気調査なんかさせるなとインギ社長は激怒する。酔いつぶれたヨンヒをライアンが介抱し、後輩と一緒に泊まっているホテルの部屋に送り届ける。その現場も目撃し激怒するチョルスであったが、ジン室長たちに確保され、許可が下りたことからCIA東南アジア総支部へのソリ奪還作戦に投入される。インギ社長は怒っていたが、他のメンバーたちがライアンの経歴をちゃっかり調べていた。その夜、翌日に作戦を控え、落ち込んだチョルスを慰めるためにジン室長は彼と飲み明かす。 
CIA東南アジア総支部は、表向きは高級レストランである。作戦のため潜入したチョルスたちは、その場に6者協議の当事者でもある各国の諜報員たちが秘密裏に集合していることを確認する。しかし、ここでヨンヒとライアンが来店する。二人を目撃し、慌てるチョルスであったが、気を取り直してレストラン内部のCIA施設へと秘密道具を駆使して単独で侵入する。次々とCIA局員を倒していくチョルヒに対して、レストランで待機していたCIA局員が応援に動き出す。それを合図にしたかのようにして、レストランにいた中国、日本、北朝鮮の諜報員たちも動き始める。ライアンのテログループも動き出し、各国諜報員たちを足止めするために煙幕を張る。煙幕によりレストランが混乱する中で、ヨンヒが取り残される。また、タイ警察も到着し、レストラン内は膠着状態に陥る。銃口を向け合う張り詰めた空気の中、ヨンヒがワイングラスを割ったことで、銃撃戦が始まる。テログループは、ソリを確保したチョルスを追う。3階に追い詰められるもソリを脱出させたチョルスは、次にヨンヒを助けるべくレストランに戻る。銃撃が続く中、ヨンヒを救助するも、CIA支部は、ライアンによって爆破されてしまう。 
一方、作戦を指揮していた"セジョン物産"では、作戦の成功を喜ぶと同時に、秘密道具の透視眼鏡で得られた情報からヨンヒが妊娠していると判明し、インギ社長たちはチョルスがパパになると知ってさらに喜ぶ。 
ホテルに戻ったヨンヒは、危機に駆け付けホテルやレストランで救ってくれたのは、ライアンだと思い込んでしまう。ヨンヒを監視していたチョルスに胎児のエコー写真が送られ、自分が父親になると知る。 
"セジョン物産"に戻ったチョルスたちは、何者かからの垂れ込みにより、次々と各国諜報員たち（英会話教室の講師に偽装するCIA、中華料理店を根城にする中国人諜報員、日本人観光客のツアーに紛れる日本人諜報員）を逮捕していく。また、大統領秘書室室長によるソリ暗殺を防ぎ、彼を国家反逆の容疑で逮捕する。全てはAJグループという世界経済を牛耳る資本家集団によって仕掛けられた陰謀だった。ソリの父親ムジンは北朝鮮の財政難を解決するためにAJグループに兵器を売却したが、裏切られて、戦争の危機をあおるために利用された。そして、韓国の株価市場を暴落させ、韓国企業に敵対的買収を仕掛ける魂胆であった。また、韓国を手中に収めた後に、さらなる陰謀が控えていた。 
株価の暴落が始まる中、"セジョン物産"本部では、今まで都合よく現場にいたライアンが事件に関与していたのではないかと疑い始めるも、タレこんだのはライアンと判明し謎は深まる。ライアンたちは、計画の最終段階のために密輸したミサイルをAJグループから奪取する。 
チョルスがソリの護衛に回った一方で、ヨンスはライアンとの妄想を繰り広げていた。ジン室長がライアンのことを尋問するためにヨンスを確保し、ライアンの正体をテロリストだと明かす。そこにライアンから電話が入り、ライアンと会うことになったヨンヒをジン室長たちがサポートする。しかし、尾行に気付かれ、ヨンヒを連れ去られてしまう。 
ヨンスを人質にしたライアンは、チョルスに連絡し、ソリを仁川に連れて来いと告げる。妻が誘拐されたチョルスは、急いでソリを人質にしてセーフハウスを抜け出す。一方、ヨンスの目に装着したハイテクコンタクトレンズからミサイルの存在を察知したインギ社長は、営業課/実働部隊の出動を要請し、ジン室長に命懸けで任務を遂行するように厳命する。ライアンの言葉から6者会議が開催中の釜山がターゲットと考え、6者会議会場から各国首脳の退避を要請する。しかし、ライアンはヨンヒを丁重に扱い、ミサイルの目標は平壌だと明かす。ライアンの目的は戦争勃発であった。 
ライアンの正体が判明する。本名はキム・ミンチョル。北朝鮮のスパイで、母親はロシア人。CIAに追われたことで、韓国にも北朝鮮にも見捨てられた人物だった。AJグループの傭兵として働きながら、裏では世界的軍需企業ともつながる2重スパイでもあった。AJグループの最終目標は戦争への危機感を醸成することであったが、軍需企業は朝鮮半島での戦争を目的としていた。 
未だにチョルスを平凡なサラリーマンと思い込んでいるヨンスに、ライアンは彼の正体がスパイだと明かす。チョルスたちがジン室長と合流し、ミサイルが核弾頭だと判明する。チョルスとソリがライアンの元へ向かうと同時に営業課が配置につく。ソリとヨンスの交換が始まり、ライアンたちに対する襲撃を開始する。銃撃戦の中でも勘違いしたままのヨンヒは、気丈にも夫に自分の後に隠れるように云う。 
発射までの時間がわからないミサイルの解除装置を持って逃げるライアンたちを追うチョルスであったが、閃光弾により怯んだところをヨンヒとソリが人質となってしまう。ヘリで逃げるライアンをチョルスが追いかける。ライアンは、ヘリの中で、発射コードを打ち込み、ミサイルを発射させるが、しがみついていたチョルスがヘリに乗り込み、解除装置を奪ったソリがミサイルを公海上に落下させる。格闘の末に、ライアンはヨンヒに撃たれ、ヘリから転落する。ヘリを着陸させるようにパイロットに銃口を向けるも、急旋回することでヨンヒがヘリにしがみつく結果となる。軍のヘリで追いかけてきたジン室長の機転により、チョルスたちのヘリが降下したことで、チョルスたち3人は海に落下する。救助され、手当てを受けながら、チョルスはヨンスにお腹の子のことを伝える。ヨンスは安堵と嬉しさから、チョルスに抱き付き、それをソリが笑顔で眺めていた。 
情報操作により韓国企業の買収を仕掛けたAJグループと戦争を誘発した軍需企業は摘発される。そして、"セジョン物産"では青瓦台から5万ウォンまで経費と見なすとの許可が下りる。 
赤ん坊が生まれたヨンヒを、インギ社長、ジン室長、ソリ博士が見舞っているところに、ヤクルトのおばさんが現れ、ヨンヒに指示を与えたところで幕は閉じる。

## キャスト
- キム・チョルス - ソル・ギョング

「セジョン物産」のサラリーマンを隠れ蓑に、人質解放交渉などの極秘任務を遂行する諜報員。
- アン・ヨンヒ - ムン・ソリ

チョルスの妻。国際線の客室乗務員。
- ライアン - ダニエル・ヘニー[7][8][9]

中国系アメリカ人。
- ジン室長 - コ・チャンソク

チョルスの先輩。娘がいる。極秘情報でインサイダー取引をして、お金を儲けようとしている。
- ペク・ソリ - ハン・イェリ

暗殺により亡くなった北朝鮮高官の娘。北朝鮮の核物理学者。
- ヤクルト配達のおばさん - ラ・ミラン

任務内容を、ヤクルトと共にどこへでも届ける。
- ヨム・インギ - チョン・インギ

極秘諜報機関「セジョン物産」の社長。国民の血税として、経費の扱いに厳しい。
- 韓国大統領 - ソン・ジェホ
- ジソン - チョン・ボグン
- チョルスの母親 - キム・ジヨン
- CIAエージェント - ディーン・ドーソン
- CIAエージェント - Kahlid Elijah Tapia
- ロシア大統領 - フィリップ・スリン
- 本部スタッフ2 - キム・ソジン

## 論争
イ・ミョンセはもともとこの映画の監督に就任していて、当時のタイトル名は『ミスターK』であった。2012年5月、制作会社のJKフィルム（CEO兼映画監督Yoon Je-kyoonが運営）は、イ・ミョンセに対して著作権侵害の訴訟を起こした。彼らは、彼が2012年4月にプロジェクトを抜けた後に韓国著作権委員会のウェブサイトを通じて、自らを映画の著作権所有者として、違法かつ秘密裏に登録したと主張した。JKフィルムが映画のコンセプトをめぐってイ・ミョンセと一連の対立を抱えた後、法的な争いは激化した。映画ファンや批評家たちは、韓国映画界においてお互いに全く異なるも影響力のある2人であるイ・ミョンセとYoonの珍しいコラボに興奮していた。 Yoonは、自身の商業的大ヒット映画である『TSUNAMI -ツナミ-』（2009）と『第7鉱区』（2011）で知られている。一方、イ・ミョンセは彼の審美的に意識された演出とスタイルによる『デュエリスト』（2005）と『M』（2007）で有名である。しかし、製作陣とイ・ミョンセの間には、韓国とタイでの撮影の初期の頃には、いくつかの芸術的および創造的な違いが生まれていた。JKフィルムは、イ・ミョンセが元の脚本に従うことを拒否し、アクションアドベンチャー映画にはもはや適切ではない大幅な逸脱を加え、製作陣からのすべての映画的および文体的な要求を完全に無視したと主張した。「この映画は、ジェームズ・ボンドシリーズのようなキャラクターを持つ現実的なアクションコメディになる。しかし、イ・ミョンセ監督は脚本全体を廃止し、各シーンをかなり穏やかで叙情的な方法で撮影した。それらは私たちが当初プロデューサーとして考えていたものではありません。」。JKフィルムは2012年5月中旬に撮影を再開し、イ・ミョンセは新人映画監督のイ・スンジュン（JKフィルムの大ヒット映画『TSUNAMI -ツナミ-』と『Quick』の助監督を務めている）に置き換えられた。
これについて、イ・ミョンセ監督と彼の会社プロダクションMはコメントしなかった。   